# Liber Latinus
Liber Latinus war ein österreichisches Lehrbuch für die lateinische Sprache.
Das Unterrichtswerk wurde von Emil Gaar, Mauriz Schuster, Richard Meister u. a. herausgegeben und war bis in die 1980er Jahre das Lehrbuch schlechthin. Es gab zuletzt die zweiteilige Ausgabe Liber Latinus A für die Unterstufe, der dort in 2 Jahren durchgenommen wurde,  und den zweiteiligen Liber Latinus B, der wegen seiner komprimierten Form in der Oberstufe eingesetzt wurde. Liber bedeutet Buch und Latinus bedeutet latein(isch), sodass der Titel des Buches übersetzt Lateinisches Buch oder Lateinbuch bedeutet. Ältere Ausgaben gab es auch in drei oder vier Bänden.
Der Liber Latinus wurde wegen des systematischen Aufbaus geschätzt, allerdings entsprachen die Lesestücke nicht mehr den modernen Ansprüchen, weshalb dieses klassische Lehrbuch eingestellt wurde.

## Ausgaben
- Emil Gaar und Mauriz Schuster: Liber Latinus – Lateinisches Lese- und Übungsbuch – Ausgabe A: Oberschulen für Jungen – II. Teil für die 4. und 5. Klasse. Österreichischer Landesverlag, Wien 1941.
- Emil Gaar und Mauriz Schuster: Liber Latinus A – III. Teil – Ein Lateinbuch für österreichische Gymnasien und Realgymnasien. – Für das dritte Lateinjahr. Herausgegeben unter Mitwirkung von Richard Meister, Rudolf Hanslik und Josef Studeny. Österreichischer Bundesverlag, Wien; Hölder-Pichler-Tempsky,  Verlag für Jugend und Volk, 1951.
- Emil Gaar und Mauriz Schuster: Liber Latinus IV. Lateinisches Sprachbuch für die Oberklassen der Gymnasien und Realgymnasien Österreichs. Unter Mitwirkung von Richard Meister. ÖBV, Wien 1932.